# 上原浩治
上原 浩治（うえはら こうじ、1975年4月3日 - ）は、大阪府寝屋川市出身の元プロ野球選手（投手、右投右打）。引退後は、野球評論家・野球解説者・YouTuberとして活動している。

## 概要
投手として読売ジャイアンツでは4度のリーグ優勝、2度の日本シリーズ優勝に貢献。MLB（テキサス・レンジャーズ、ボストン・レッドソックス、シカゴ・カブス）では4度の地区優勝、2度のリーグ優勝、1度のワールドシリーズ優勝に貢献した。個人ではNPBで合計16個のタイトル（9個）・主要表彰（7個）を獲得している。
元メジャーリーガーで、2013年にはMLBで日本人初のリーグチャンピオンシップおよびワールドシリーズ胴上げ投手ともなった。NPB時代に20世紀最後の沢村栄治賞受賞と20世紀最後の投手三冠王を達成している。最高勝率を3回獲得（セ・リーグ最多タイ記録）している。日米通算100勝100セーブ100ホールドを達成した唯一のアジア人選手。日本代表ではWBCで1度優勝している。アテネオリンピック銅メダリスト。
マネジメントはスポーツバックス。
実兄は北川ヒューテック代表取締役社長の北川隆明。

## 経歴

### プロ入り前
実父がコーチを務める少年野球チーム「寝屋川アスナローズ」で野球を始めた。寝屋川市立第十中学校では野球部がなかったため、同じ団地内にある「明徳アスナローズ」で野球を続けながら、陸上部に所属した。
高校は自転車で通えて野球が強いという理由から東海大学付属仰星高等学校に進学した。高校時代は建山義紀、ラグビー元日本代表の大畑大介とも同級生であり、3人は1年時に同じクラスであった。1、2年時は中学時代に陸上部で鍛えた脚力を見込まれて外野手を務める一方で、練習では打撃投手を務めることも多かった。2年生秋の大会で背番号8をもらいセンターのレギュラーとなる。3年になって投手になるが建山義紀の控えでほとんど登板機会がなく、同校も夏の大阪大会準々決勝で敗退したため全くの無名選手であった。その頃、建山がプロ球団などから勧誘される中、体育教師になる夢を叶えるため大阪体育大学への進学に備える。受験にあたっては運動能力、学力とも合格ラインに達していると自負していたが、結果は不合格であった。
この時のショックは未だに忘れられないほど強烈なものであったが、浪人してもう一度受験することを決意。隣町の予備校（KEC近畿予備校）に通う傍らジムでトレーニングを積み、更に家計への負担を減らすために夜間は道路工事のアルバイトもこなした。この間の努力は「人生であれほど燃えた1年間はない」程だったという。
「野球ができなかった苦しさを思えば、打たれても野球ができるプロは辛くない。」と19歳当時の1年間を忘れないように巨人入団後及びMLB時代所属した4球団でも背番号は「19」を選択した。
この翌年、再度大体大を受験し合格、野球部に入部した。1年時から阪神大学リーグでは主戦投手として優勝に貢献。大学選手権では初戦で完投勝利、準々決勝ではこの年のドラフト上位候補である東北福祉大・門倉健と投げ合って延長で惜敗も完投、プロのスカウトから注目されるようになった。2年時の同大会でも2回戦まで連続完投勝利。大学3年時の1997年、日米大学野球選手権大会では大会タイの14三振を奪って、メジャー球団の関心を惹いた。この大会で速球が通用したことでプロでやっていく自信が芽生えたという。日本代表に選ばれた同年8月の第13回インターコンチネンタルカップ決勝で、当時国際大会84連勝中だったキューバ相手に先発して勝利投手となり、この年のインターコンチネンタル最優秀投手賞を受賞。秋の大阪経済法科大学戦では1試合21奪三振を記録。これはリーグ記録として残っている（2024年現在）。4年春の姫路獨協大学戦ではノーヒットノーランを達成した。また大学選手権では1回戦で九州共立大注目の山村路直（2年）と延長10回を投げ合って勝利。秋は進路問題もあって最終節登板せず優勝を逃す。大学4年間で通算リーグ優勝5回（1年春、2年春・秋、3年秋、4年春）、36勝4敗、最優秀投手賞4回、特別賞2回という成績を挙げた。通算36勝と完封13はリーグ記録。学生時代に、珠算初段、中高の教員免許（体育）を取得している。なお、教員免許は更新をしていないため後に失効している。
本人は在学当時の大阪体育大学の知名度を「3年生の頃まで東京の大学に練習試合を申し込んでも全部断られ、4年生の時にやっと試合してくれた」と説明している。4年生の時に明治大学が練習試合に応じてくれた際、明治大学の下級生が丁寧に敷地内を案内してくれる様子を見て、上下関係の全く無い大阪体育大学と異なり軍隊のようだったと後に振り返っている。
1998年のドラフトでは横浜高等学校の松坂大輔と並ぶ目玉と目された。大学時代は地元の大阪近鉄バファローズが目をつけていたが、国際大会の活躍で注目度を上げたことで、メジャー4球団を含む複数球団が獲得に乗り出し、最終的にメジャーリーグベースボール（MLB）のアナハイム・エンゼルスと読売ジャイアンツによる争奪戦となった。迷いながらも巨人を逆指名し、1位で入団した。入団会見では「メジャーでやるにはまだ自信がないから、日本を選んだ」と述べ、悔しさを滲ませた。背番号は上述の理由により19を選択した。
引退後に本人が語ったところによると、メジャーのスカウトから「100％の自信がないと成功しない」「90％では来るな」と言われたこと、親からの「ケガしたらどうする？」「言葉の壁はどうする？」という言葉に「自信があったのが、どんどん崩れていったんで、そう考えると100％ではないな」と考えてメジャーを断念したと語っている。

### 巨人時代
1999年は毎週日曜日に登板するという先発ローテーションが組まれていたために「サンデー上原」と呼ばれた。前半戦で新人では37年ぶりの12勝を挙げるなど5月30日から9月21日まで、歴代4位タイとなる15連勝を記録。新人投手の記録としては1966年に堀内恒夫が記録した13連勝を33年ぶりに更新する。
10月5日のヤクルトスワローズとの最終戦では、すでに中日ドラゴンズの優勝が決まった後の消化試合であったため、注目はタイトル争いとなり、各チームに所属する松井秀喜が41本、ロベルト・ペタジーニが42本と、本塁打王を激しく争い、松井が一貫して敬遠気味の四球で歩かされ続けた。ここで上原も、7回裏にペタジーニの3打席目を迎えたところでベンチからの敬遠の指示に従いストレートの四球で渋々歩かせたが、勝負できない悔しさからマウンドの土を思いっきり蹴り上げ、目に浮かんだ涙をユニフォームの袖で拭った。なお、この年、ペタジーニを無安打に押さえ込んでいた上原は、1・2打席目では勝負して打ち取り、9回の4打席目では再び勝負し適時打を打たれた。また上原自身も当時中日の野口茂樹と最多勝を争い、この試合に20勝目がかかっており、2失点完投勝利で20勝目を挙げた。
このシーズンは20勝4敗の好成績を残し、両リーグを通じて1990年の斎藤雅樹以来9年ぶり、新人投手としては1980年の木田勇以来19年ぶりの20勝投手となった。最多勝利、最優秀防御率、最多奪三振、最高勝率の投手主要4部門を制し、史上10人目、新人としては史上3人目の投手4冠を達成。また、新人王、ベストナイン、ゴールデングラブ賞、沢村賞（20世紀最後）も受賞する。鈴木啓示の座右の銘「草魂」に由来する、自身を雑草に喩えた「雑草魂」という言葉は松坂大輔の「リベンジ」と共に1999年の流行語大賞に選ばれた。
2000年7月2日の広島東洋カープ戦で右太もも肉離れを起こし登録抹消。7月27日には川崎市内で自家用車を運転中にオートバイと接触事故を起こし、オートバイの男性が重傷を負った。この事故について球団から厳重注意の上謹慎10日間の処分を受け、業務上過失傷害で書類送検され罰金30万円の略式命令を受けた。これによりアサヒ飲料「十六茶」のCM契約も打ち切られ、シーズンは9勝7敗に終わり規定投球回数もクリアできなかった。同年の日本シリーズ（対福岡ダイエーホークス）では、第3戦に先発し、チームの1勝目と同時に自身のシリーズ初勝利を挙げ、その後のチームの4連勝で日本一を果たした。
2001年は、4月13日の横浜ベイスターズ戦で左太ももの肉離れを起こして一時離脱し、後半戦では右膝の故障もあり、2年ぶりに2桁勝利を記録したが、この年も規定投球回数がクリアできず防御率は自身最低となる4.02に終わった。
2002年は自身初の200イニング登板を達成し、17勝5敗の好成績で最多勝を獲得し、最高勝率も達成。沢村賞、ベストナインも受賞する。西武ライオンズとの2002年の日本シリーズ第1戦に先発し、12奪三振・1失点完投勝利の快投でチーム史上初で1990年の西武以来12年ぶりの4連勝ストレート勝ちでの日本一に貢献し、優秀選手賞を獲得。シーズン後に行われた日米野球にも選出され、バリー・ボンズから3打席連続三振を奪い、メジャーリーグのスカウトからの注目を集める。11月29日にはアフガニスタンの子どもたちへの支援金として200万円を当協会事務局長に手渡した。
2003年に7月20日から8月29日にかけて7試合連続完投勝利を挙げるなどして最多勝争いに加わり（最終的には20勝の井川慶）、2年連続で200イニング登板達成、16勝5敗、最多奪三振を獲得と、ゴールデングラブを受賞した。
2004年は例年より始動を早め、万全のコンディションで臨んだが、キャンプで右足を負傷する。開幕には間に合わせ、当初は中5日かつ最初の6試合で平均球数130球以上を記録と投げまくるも、5月に左足を故障。しかしローテーションを1回飛ばしたのみですぐに復帰。膝に負担がかからないようにコンパクトなフォームに変更し試合を作った。同年シーズン途中にはアテネ五輪出場により一時離脱。最後は6連勝でシーズンを終えた。同年シーズンはリーグ3位の13勝を記録し、防御率はリーグ唯一の2点台となる2.60で2度目の最優秀防御率を受賞。9月14日には元モデルの山﨑美穂と結婚した。この年の契約更改で年俸が3億円に到達。入団6年目での3億円到達は史上最速であった。
2005年はポスティングシステムによるメジャー移籍志願を公言したために契約交渉がもつれ、キャンプ入りが遅れた（後述）。防御率リーグ3位、完投数リーグ3位、奪三振リーグ5位、投球回リーグ4位、WHIPリーグ1位など好成績を残したが、打線の援護に恵まれず、またリリーフ陣が打ち込まれたこともあって、勝敗は9勝12敗と自身初めてのシーズン負け越し、唯一のシーズン二桁敗戦を経験した。
2006年は球団史上最多、7度目（7年連続）の開幕投手を務め自身5年ぶりの開幕戦勝利を挙げ、8月25日の阪神戦で、ドラフト制以降では松坂大輔と並ぶ最速タイとなる191試合目での100勝を達成したものの、8勝9敗で2年連続一桁勝利で負け越した。

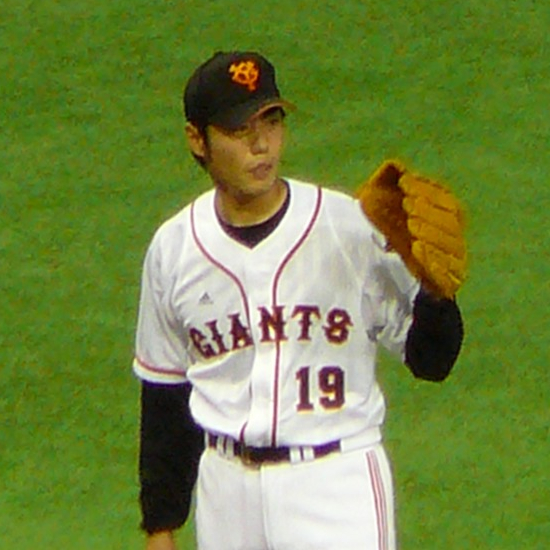
2006年

この年から、巨人の財団法人骨髄移植推進財団への支援開始をきっかけに、自身も骨髄バンクへの登録を呼びかける活動を始めた。6月に自らも骨髄バンクに登録し、試合前のイベントなどで登録を呼びかける。また、シーズンオフには東海大学医学部付属病院へ訪問し、病気の子供達にクリスマスプレゼントを渡している。
2007年は故障により出遅れたため、8年連続での開幕投手及び9年連続開幕一軍を逃し、プロ入り初の開幕二軍となった。序盤に抑えの豊田清の不調が重なったことでこの年は抑えとして起用されることになった。5月2日の中日戦でプロ初セーブを挙げた。8月5日には球団史上初の4日連続セーブを記録し、8月29日のヤクルト戦では球団新記録及びプロ野球タイ記録の月間11セーブを挙げた。9月26日の中日戦でも球団新記録となる31セーブを達成。最終的には32セーブを挙げ、MVP投票でも2位の評価を受けた。プロで20勝を挙げ30セーブを記録した投手は江夏豊に次ぎ史上2人目であった。中日とのクライマックスシリーズ・2ndステージでは第2戦・第3戦に登板したが、シーズンにもなかったビハインドの場面に登板。レギュラーシーズンで12試合登板無失点7セーブを記録していた中日打線にも李炳圭にソロ本塁打を打たれるなど追加点を許し、3連敗でのクライマックスシリーズ敗退後はベンチで号泣した。オフには初めて巨人の後輩（西村健太朗）を伴い自主トレを行った。
2008年4月4日にFA権を取得。翌年のメジャーリーグ移籍を目指すことを7日に表明。巨人の球団代表清武英利からは「全力を上げて慰留する」と同時に「今までよく我慢してくれた」という労いの言葉が贈られた。シーズンではかねてから希望していた先発ローテーション復帰を果たすも5試合に登板して4敗、防御率6.75と不調が続いたため、4月27日付で一軍登録抹消。故障以外ではプロ入り後初となる二軍落ちを経験した。二軍では小谷正勝コーチなどと調整と投球修正を続けていた。7月に北京オリンピックの日本代表監督である星野仙一からの代表招集要望で一軍に緊急復帰し、セットアッパーとして登板するも、本来の調子を取り戻すことはできなかった。しかし星野から「日本代表に最も必要な男」と国際試合での相性・経験を見込まれ、代表に選出された。一軍でも尾花高夫投手コーチと遠投に取り組むなど、引き続き投球修正を続け、原監督には精神的な部分での問題を指摘され、ビハインドでの救援や、僅差で二死からの救援など、段階を上げながら試行錯誤を重ねた。前半戦最終戦、五輪代表合宿合流前の最後の試合となった7月29日、8回1点差から登板し1イニング無失点、その後4点差となったことで9回も続投して3三振に抑え、この年の一軍初セーブを記録した。前年の2007年に代謝異常の難病を患っていた少年と「元気になったら東京ドームでキャッチボールをする」と約束。8月28日の東京ドームでの横浜戦の試合前に約束は実現し、少年はその試合で始球式を務める。この様子はその年の24時間テレビで放送された。この試合では約4か月ぶりの先発復帰を果たし、先発投手として693日ぶりの勝利を挙げた。その後も尻上がりに調子を上げ、北京五輪後は7試合で4勝1敗。唯一の敗戦もソロ本塁打での1失点のみで防御率2.08という好成績で巨人の逆転優勝に貢献した。西武との日本シリーズでは第1戦（11月1日）に先発したが、負け投手となる。10月以降の敗戦は自身初であった。第5戦にも先発したが、3回2失点で降板。しかしチームが逆転勝ちしたため敗戦は免れた。
日本時代に2回の沢村賞を受賞したが、複数回の沢村賞を受賞したのは15人で、平成に入ってからおよびセ・パ両リーグ対象（6球団→12球団）になってからは斎藤雅樹・上原・斉藤和巳・田中将大・前田健太・菅野智之・山本由伸の7人しかいない（2024年シーズン終了現在）。また、前年に73本塁打を記録した全盛期のバリー・ボンズを日米野球で3打席連続三振に抑えたり、国際試合負け無し、最多勝・最優秀防御率・最多奪三振をそれぞれ複数回獲得するなど、球界を代表する投手として活躍した。
11月14日、FA宣言を行い、正式にメジャーリーグ挑戦を表明。SFX社のマーク・ピーパーを代理人に迎えた。

### オリオールズ時代
2009年1月6日にボルチモア・オリオールズと2年契約で基本合意。13日に2年1000万ドル＋出来高600万ドルで正式に契約を交わし、同球団初の日本人選手となった。背番号は巨人時代と同じ「19」に決まった。

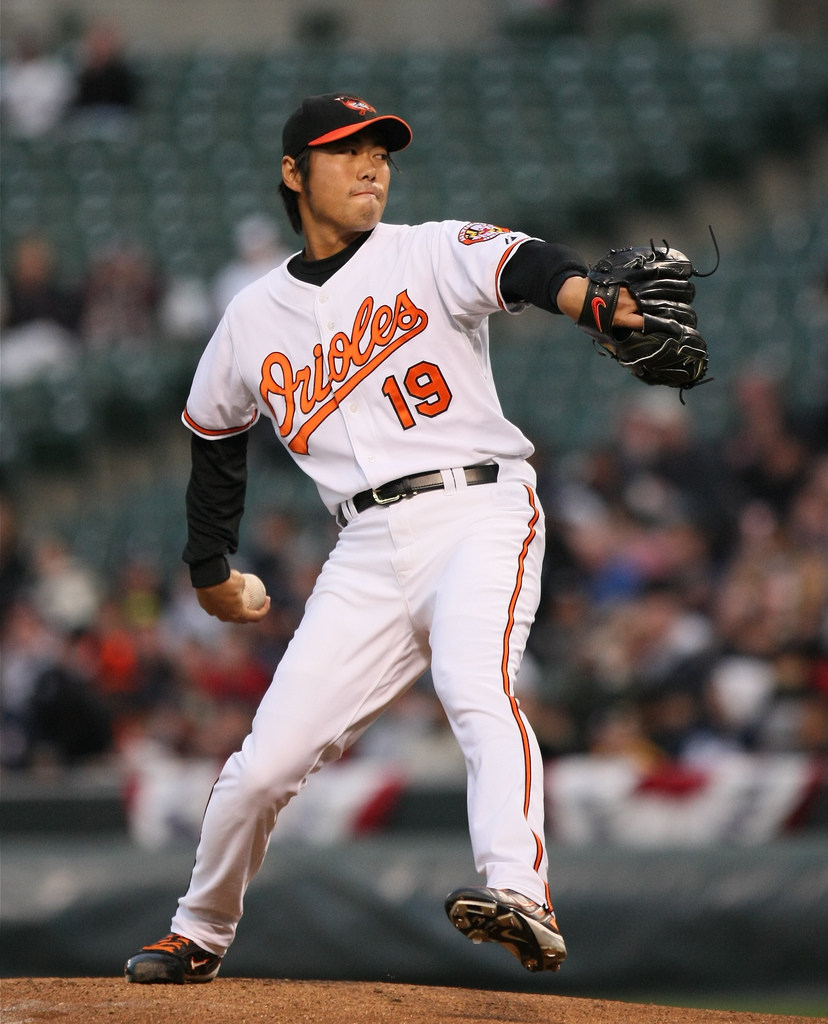
オリオールズ時代（2009年）

開幕から先発ローテーション入りし、4月8日のニューヨーク・ヤンキース戦でメジャーデビューし初勝利を挙げた。しかし、同年5月23日のワシントン・ナショナルズ戦では脱水症状からくる左太もも裏の痛みを訴えて降板し、27日にも痛みが再発したためDL入りしたのに続き、6月23日のフロリダ・マーリンズ戦では右肘に違和感を訴え途中降板し、28日に精密検査で右肘腱の部分断裂が判明し再び故障者リスト入り。監督のデーブ・トレンブリーは復帰後はリリーフに転向させる意向を示唆していたが、約8週間リハビリを続けたものの回復にはさらに長くかかり、9月上旬にシーズン中の復帰を断念した。結局、MLBの1年目は前半戦に先発登板した12試合のみとなった。
2010年1月1日に株式会社スポーツカンパニーとマネジメント契約を結び、8月にはグリーンカードを取得。スプリングトレーニング中に左太もも裏を痛め、DL入りして開幕を迎えた。5月からリリーフとして復帰するが、6試合の登板後に右肘痛が再発して再びDL入りした。約1か月後の6月29日に復帰した後は、17試合登板して防御率1.80、WHIP1.10と好投を続けた。敗戦処理を含む比較的楽な場面であったが、安定した投球を続けていたことが、新しく監督に就任してオリオールズの再建に着手したバック・ショーウォルターの目に留まって暫定クローザーとして起用されることになった。8月21日のテキサス・レンジャーズ戦の9回に登板し1安打無失点に抑えメジャー初セーブを挙げた。7月16日のトロント・ブルージェイズ戦でMLB歴代4位タイの32試合連続無四球を記録。オフに250万ドルの出来高を含む総額550万ドルの1年契約を結んだ（2年目は年俸350万ドルの球団オプション）。
2011年は、ブルージェイズからケビン・グレッグがクローザー契約で加入したことにより、セットアッパーを務めた。グレッグが精彩を欠いた反面、スプリングトレーニングで右肘を痛めたが、その後は安定した投球を続け、7月まで43試合に登板し1勝1敗、防御率1.72、WHIP0.70（リーグの救援投手でトップ）という好成績を残した。また前年から続いていた連続無四球試合数は36試合にまで伸び、MLB歴代3位の記録となった。オリオールズでは上原が投げるときに「kojiコール」が起きるほど、ファンからも信頼されていた。

### レンジャーズ時代

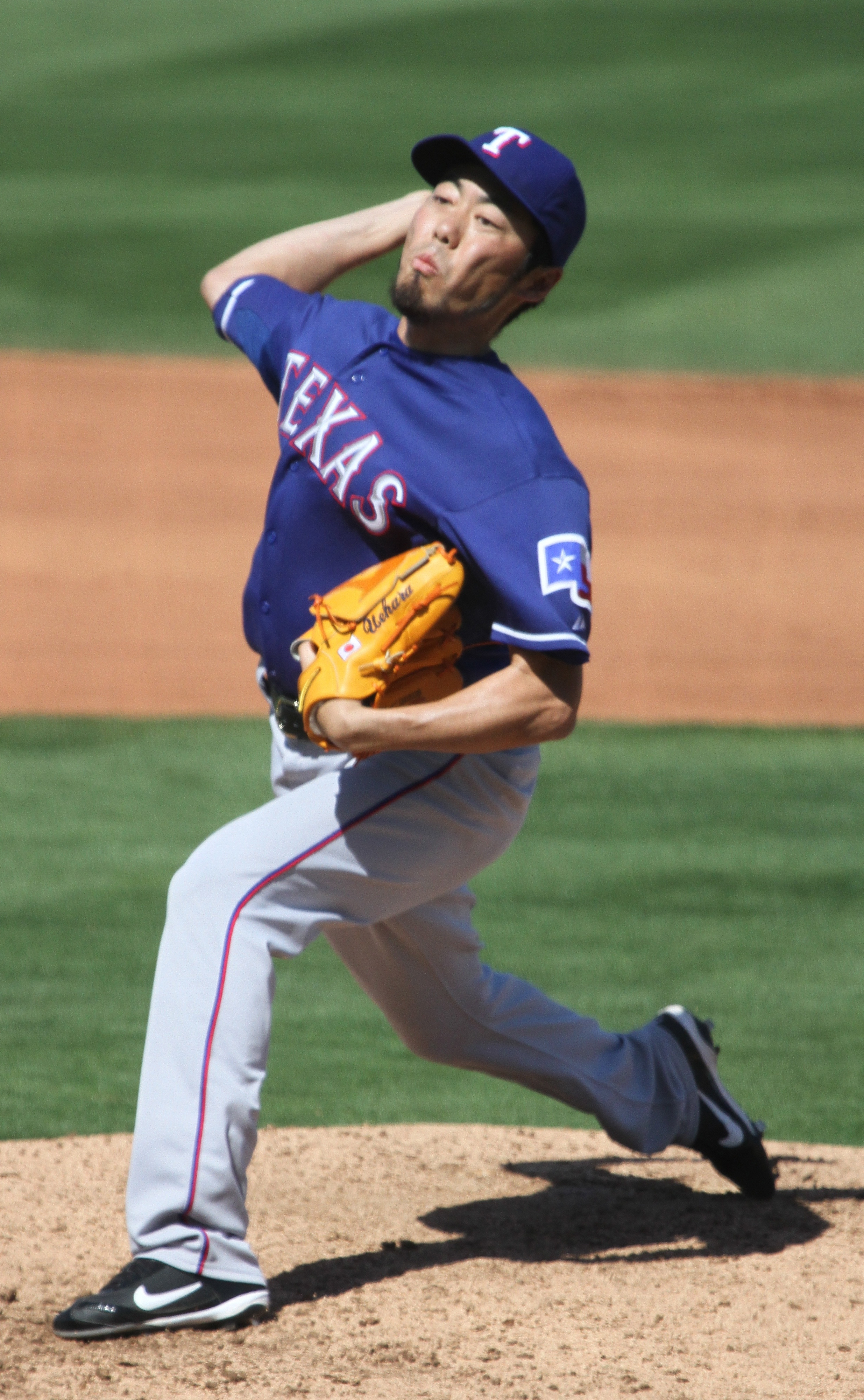
レンジャーズ時代（2012年）

2011年7月30日にトミー・ハンター、クリス・デービスとのトレードで、前年にワールドシリーズ進出を果たしたテキサス・レンジャーズに移籍し、高校時代に同級生であった建山義紀とチームメイトとなった。背番号は巨人、オリオールズ時代と同じ「19」。残りのレギュラーシーズン（2011年）では打者優位の球場（後述）に対応できず、8月前半の11試合は防御率6.52、WHIP1.24を喫し、被本塁打率は3.72と大きく打ち込まれた。しかしその後は持ち直し、8月31日には55試合登板を達成し翌年の契約オプションを更新。9月は10試合の登板で防御率1.23、WHIP0.23と復調し、チームのポストシーズン出場に貢献した。シーズン通算では65試合で防御率2.35、リリーフ投手中リーグ1位のWHIP0.72、同5位の奪三振率11.77、同2位の与四球率1.25を記録した。
自身初となったポストシーズンではタンパベイ・レイズとのディビジョンシリーズ第2戦で登板を果たすも、エバン・ロンゴリアから3点本塁打を打たれた。デトロイト・タイガースとのリーグチャンピオンシップシリーズ第3戦でもミゲル・カブレラに本塁打を打たれ、さらに第5戦でもライアン・レイバーンに本塁打を打たれてポストシーズン史上初となる3戦連続被本塁打を記録。チームはワールドシリーズ進出を決めたが「レギュラーシーズンは良かったのに、この3試合で成績すべてが消えた感じになった。もう1回、チャンスがほしい」と語り、復調を目指したがセントルイス・カージナルスとのワールドシリーズではロースターから外れ、チームは第7戦で敗退した。
2012年1月23日にトロント・ブルージェイズとのトレードが成立したが、ブルージェイズを含む6球団に対してトレードの拒否権を持っていたため翌日に移籍を拒否し、トレードは破談となった（他の5球団は公開されていないが関係者によると「優勝の可能性が低く、家族の滞在を考慮した住環境が整いにくいところ」だという）。
同年のシーズンは、20試合の登板で防御率2.11、WHIP0.70という成績を残していたが、右広背筋を痛めて6月14日にDL入り。その後マイナーでリハビリ登板を続けていたが、右広背筋に再び張りが出て復帰が遅れ、8月26日にDLから復帰。レギュラーシーズン最終戦まで14試合連続無失点を記録し、後半戦は17試合の登板で1セーブ、防御率1.23、WHIP0.54の成績を残したが、チームは地区優勝を逃す。ESPNの1900年からの統計によると、この年のK/BB14.33は、年間35イニング以上を投げた投手ではエカーズリーが1989年と1990年に記録した数値に次ぐメジャー歴代3位の記録だった。本人はこの年は『一発病』の克服をテーマとしていたが、イニング数の違いはあるものの、被本塁打数は前年11本から4本へと減少した。ポストシーズンではボルチモア・オリオールズとのワイルドカードゲームの8回に登板しクリーンナップを3者連続三振の快投を見せるも、チームは敗退しディビジョンシリーズ進出を逃した。

### レッドソックス時代
リリーフ転向後、2010年は43試合で防御率2.86、13セーブ、2011年は65試合で防御率2.35、2012年は37試合で防御率1.75と、安定した成績を残してきた上原は、オフにはMLBの複数球団で争奪戦となった。12月6日にボストン・レッドソックスと総額425万ドル＋出来高の1年契約（2年目は55試合登板で自動更新される年俸425万ドルの球団オプション）で合意したことが報じられ、18日に契約した。本人は決め手を、自分を最も必要としてくれている球団だと感じたこと、そしてクラブハウスに温水洗浄便座があることも良かったと語った。一方で前年地区最下位のレッドソックスの側では、GMのベン・チェリントンはどうしても必要な補強では無いと当初考えていたが、セイバーメトリクスに精通したスタッフやアドバイザーのビル・ジェームズが強く進言したため、急遽獲得に動いたと言う。この契約は後に「レッドソックスは奇跡を捕まえた」と称された。

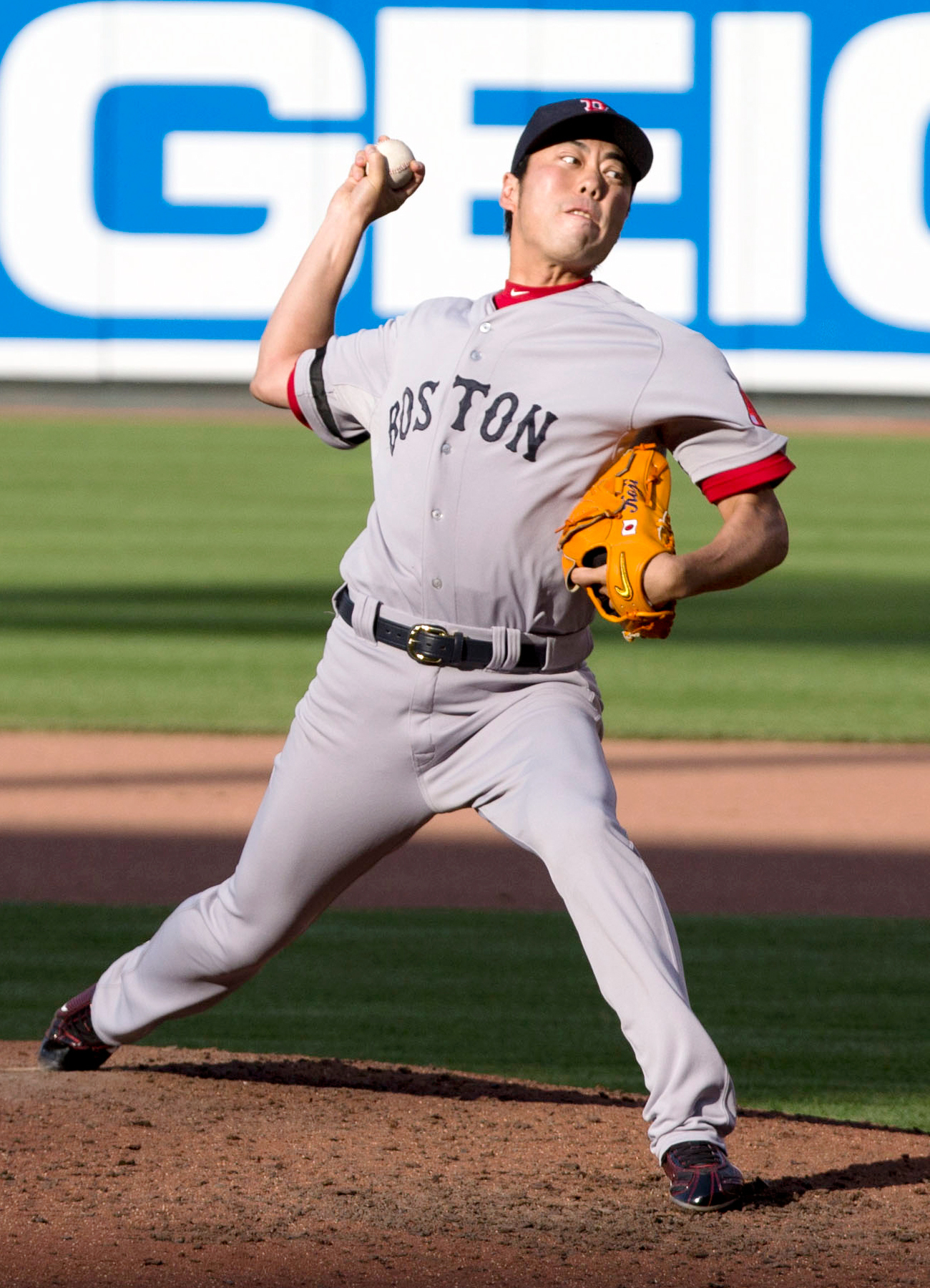
レッドソックス時代（2013年）

2013年レギュラーシーズンに、2010年以来トレードマークとしていたもみあげをさっぱりと剃りあげたこの年は、序盤は4月21日のカンザスシティ・ロイヤルズ戦で失点するまでの8試合、前年から続く22試合連続無失点を記録。6月9日のエンゼルス戦で与死球を記録したが、これがメジャー移籍後、183試合目、打者920人目にして初めての与死球であった。シーズン当初にクローザーを務めたジョエル・ハンラハン、アンドリュー・ベイリー、田澤純一が不調となったため、6月21日に上原が（4人目の）クローザーに指名された。6月26日に指名後初セーブを挙げ、6月27日のブルージェイズ戦では、NPB/MLB通算50セーブを記録した。前半戦は44試合の登板で2勝0敗8セーブ、防御率1.70、WHIP0.76の成績を残し、MLBオールスターゲーム最終投票の候補に選ばれるまでとなった。8月13日のブルージェイズ戦でシーズン55試合目の登板に到達、翌年の契約オプションを更新した。日本人投手歴代最長の26試合連続無失点を記録し、34人連続アウトの球団記録も更新。13日も3人で抑えて記録を更新したが、次の17日のオリオールズ戦でダニー・バレンシアに三塁打を打たれ、犠飛で失点してシーズン初の負け投手となり、記録はストップした。連続アウト37人はメジャー史上10位（救援投手では2位）また同時に連続無失点試合は27試合、連続無失点イニングは30回1/3連続無失点を達成した。9月20日のブルージェイズ戦で20セーブ目を挙げてチーム6年ぶりの地区優勝を決め、MLBにおける日本人2人目の胴上げ投手となった。9月27日のオリオールズ戦では、救援投手では球団史上初となるシーズン100奪三振に到達。救援投手でのメジャー記録となるWHIP0.57を記録した。なお、このシーズンは73試合に登板した。シーズン途中からの抑え転向だったことでセーブ数こそ21と伸びなかったものの、救援投手ながらサイヤング賞投票でも10ポイントの票が入っていた。ディビジョンシリーズでは、本人が嫌な相手と語るタンパベイ・レイズと対戦。第2戦から第4戦に出場し2セーブを挙げたものの、第3戦では、同点の9回裏二死の場面で、途中から守備で入っていたホセ・ロバトンに39試合ぶりの被弾となるまさかのサヨナラ本塁打を打たれている。この打球はトロピカーナ・フィールド名物の「エイが入った巨大水槽」に叩きこまれ（球場史上3回目）、レイズの選手による初のタンクヒットとして記録された。リーグチャンピオンシップシリーズでは前年ア・リーグ王者のデトロイト・タイガースとの対戦となったこのシリーズの6試合中5試合に登板し、1勝0敗3セーブ4安打9奪三振無四球無失点という圧倒的数字で、リーグ優勝決定シリーズMVPに選ばれた。これは救援投手としてはマリアノ・リベラ（2003年）以来、MLB史上3人目の快挙であった。また、日本人では初の受賞でもあった。ワールドシリーズはセントルイス・カージナルスが相手で、両リーグの最高勝率球団同士の対戦となった。第3戦の同点の9回裏一死・走者二・三塁の場面で、ジョン・ジェイの二塁ゴロで三塁走者を本塁でタッチアウトにしたが、捕手のジャロッド・サルタラマッキアが三塁へ悪送球。捕球できずに倒れた三塁手のウィル・ミドルブルックスに走者のアレン・クレイグが躓き、これが走塁妨害と判定されて、ワールドシリーズ史上初めての「走塁妨害によるサヨナラ負け」を喫した。第4戦では、9回裏二死走者一塁の場面で一塁走者のコルテン・ウォンを牽制アウトに仕留めた。これはワールドシリーズ史上初めての「牽制死によるゲームセット」で、同時に日本人としてもワールドシリーズで初のセーブを挙げた。第5戦でもセーブを挙げ、歴代のポストシーズンで最多タイの7セーブを挙げた。更に、優勝のかかった第6戦においても9回5点差で登板し、最後にマット・カーペンターを三振にしとめ、MLBにおける日本人初のワールドシリーズ胴上げ投手となった。なお、このシーズンはポストシーズンを含むと86試合に登板しており、メジャー全投手の中で最多登板という、量・質共に比類の無いシーズンを過ごした。
2014年シーズン始めからクローザーに定着、前半戦は42試合に登板し18セーブを挙げ、防御率1.65、WHIP0.76、奪三振率11.75と大躍進を遂げた前年に劣らぬ好成績を収める。田中将大が故障者リスト入りしたことに伴いMLBオールスターゲームへの出場を辞退したため、代わりに選出された。オールスターゲームでは6回二死の場面で登板し、デビン・メソラコを三振に切って取った。後半戦に入っても好投を続けていたが、8月16日から6試合の登板で10失点を喫する乱調に陥り、9月5日にはクローザーの役割から外れることとなった。シーズン通算では2年連続で60試合以上の登板を果たし、26セーブを挙げた。防御率は終盤の乱調が影響し前年より大幅に悪化したが、WHIP0.92、奪三振率11.19は高い水準を保った。
2015年4月3日に故障者リスト入りが発表され、同年シーズンの開幕メンバーから外れることが決定した。4月14日のワシントン・ナショナルズ戦のシーズン初登板で、1回無失点でセーブを挙げた。40代の日本人投手がセーブを挙げたのは斎藤隆以来2人目であった。5月10日ブルージェイズ戦で9回に登板、無安打1四球の無失点で6セーブ目、NPB/MLB通算100セーブ目を挙げた。8月7日の敵地タイガース戦で9回途中に登板した際、打球を止めようとして出した右手に打球がぶつかり、手首を骨折した。非分離型撓骨遠位端骨折と診断され、同年の残り試合を欠場する見通しであると球団が発表した。レッドソックスは11月13日、サンディエゴ・パドレスとのトレードでメジャー通算225セーブ（2015年シーズン終了時点）を記録し、MLBを代表するクローザーのクレイグ・キンブレルを獲得したと発表。これにより、NBCスポーツなどの複数メディアは上原がチームから8回を担当するセットアッパーに配置転換されることになったと同日に報じた。
2016年7月19日のジャイアンツ戦で右胸筋を痛め、翌日故障者リスト入りとなった。9月5日に復帰すると、7日のパドレス戦に復帰後初めて登板し、1回を無安打無失点に抑えた。結局復帰後は11試合に登板し無失点でレギュラーシーズンを終えている。最終的には50試合に登板し、2勝3敗、7セーブ、18ホールド、防御率3.45を記録した。地区シリーズでは第1戦、第3戦と無失点を記録するもチームは敗退した。11月3日にFAとなった。

### カブス時代

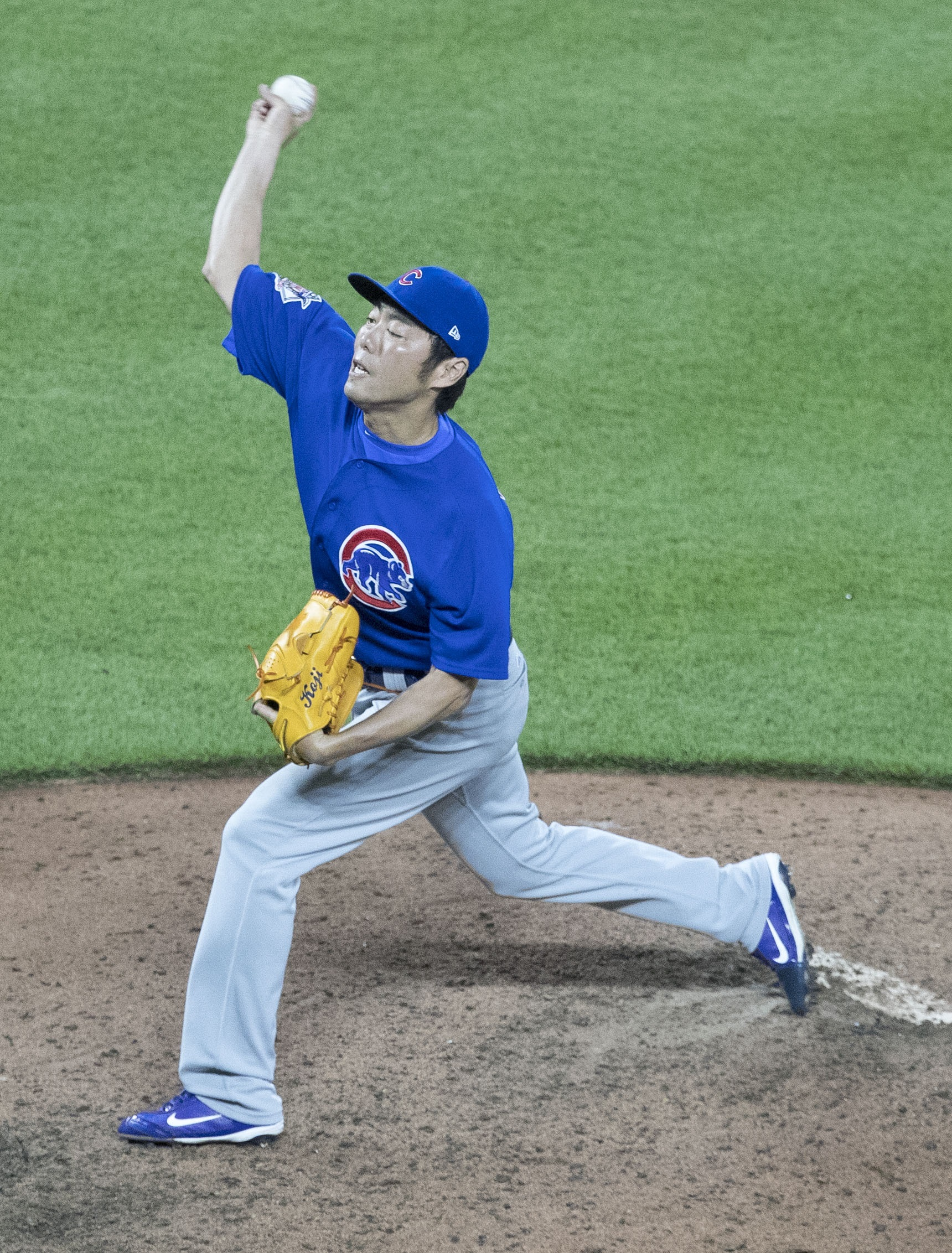
カブス時代（2017年）

2016年12月14日にシカゴ・カブスと1年600万ドルで契約を結んだ。この年のオフには、来期のオフにメジャーでのオファーがなければ引退すると発言していた。
2017年は開幕戦となる4月2日のカージナルス戦で同年シーズン初登板。1イニングを投げ無失点に抑えた。11月2日にフリーエージェント（FA）となった。

### 巨人復帰
カブスをFAとなった時点で日本球界復帰やマイナー契約の意志はなく、MLBから契約のオファーがなければ同年限りでの引退の可能性も示唆していた。しかし、2018年になると一転して日本球界への復帰を示唆。そして3月9日に古巣の巨人と1年契約を結び、同日に入団記者会見が行われた。かつての背番号「19」は菅野智之が着用していたため「11」を背負うこととなった。これは空番から本人が指定した。契約金は1億円、推定年俸は2億円＋出来高払い（いずれも推定）となり、同日付で支配下選手登録公示された。
2018年3月31日の阪神タイガース戦の8回に4番手として、2008年10月5日の対中日戦以来3,464日ぶりのNPB公式戦登板を果たし、1回を三者凡退無失点に抑えて公式戦3,535日ぶりのホールドを挙げた。しかし、オープン戦での段階での入団だったにも関わらずすぐ一軍に合流したことから調整不足に陥り4月10日のDeNA戦と4月15日の広島東洋カープ戦で打ち込まれ2試合連続で敗戦投手となる。同年のマイナビオールスターゲーム2018に中継ぎ投手部門のファン投票で選出され、11年ぶりに球宴へ出場。第2戦（リブワーク藤崎台球場）の6回に4番手で登板。43歳3か月での球宴登板となり、2005年に当時チームメイトだった工藤公康が記録した球宴最年長登板記録（42歳2か月）を更新。7月20日、広島東洋カープ戦の7回に3番手で登板してホールドを挙げ、世界で2人目、日本人では史上初となる日米通算100勝100セーブ100ホールドを記録した。しかし夏場に入ると再び打ち込まれる場面が目立ち、7月26日のヤクルト戦で延長11回から登板するも山田哲人に勝ち越し適時打を打たれて敗戦投手となり、翌27日に二軍へ降格した。その後、調整を経て8月25日に再昇格すると以降はシーズン終了まで一軍に帯同した。日本復帰1年目は36試合に登板し、5敗14ホールド・防御率3.63を記録した。10月23日、左膝のクリーニング手術を受けた。経過を見極める必要性から、10月29日に一度自由契約となったが、12月14日に自身のブログを更新し、巨人と再契約を結んだことを明かした。
2019年からは、菅野が背番号を「18」へ変更したため、メジャー移籍前に使用していた背番号「19」を再び背負うことになった。また、中日に在籍していた岩瀬仁紀が2018年限りで現役を引退したことにより、同い年でもある千葉ロッテマリーンズの福浦和也と並んで球界最年長選手となった。開幕は二軍で迎えたが一軍復帰はならず、同年5月20日にシーズン途中での現役引退を表明。同日付でNPBより任意引退選手として公示された。シーズン中に引退という異例の事態に球団では慰留の構えを見せるも本人は残らず「二軍で抑えられないようでは一軍では抑えられない。辞めるなら球団に迷惑かけたくない。若手の投げる機会を奪いたくないから」などといった内容の発言を残している。なお、日本プロ野球12球団における令和最初の任意引退選手となった。

### 引退後
2020年からはTBSテレビ『サンデーモーニング』内のスポーツコーナー「週刊御意見番」コメンテーター（不定期出演。2021年まで）、NHK『サンデースポーツ』コメンテーターとして活動。同年1月31日にYouTubeの公式チャンネル「上原浩治ベースボールアカデミー」を開設した。9月に、『サンデーモーニング』の番組内で、新型コロナウイルスに感染していたことを公表した。上原によると、アメリカから帰国後、成田空港でのPCR検査で陽性であることが判明した。無症状であったため、ホテルで数日隔離しているだけで済んだという。10月、自身のYouTubeチャンネルの登録者数が10万人を超えた。
2021年9月9日放送のテレビドラマ『八月は夜のバッティングセンターで。』の第9話（最終回）に本人役で出演した。
2022年からは日本テレビゲスト解説者、日刊スポーツ野球評論家、タレントとして活動。同年からは『サンデーモーニング』内のスポーツコーナー「週刊御意見番」に新しい御意見番として就任した。12月9日、名球会の入会条件(投手は 200勝 もしくは250セーブ)を達成してはいないものの、名球会の入会規定に相当する記録保持者として理事会にて推薦を受け、会員の4分の3以上の賛成を得たため、史上初めて特例枠で名球会入りを果たした。
2024年12月、自身のYouTubeチャンネルの登録者数が100万人を超えた。

## 代表経歴
1997年、大学3年夏に日本代表に選出され、第13回IBAFインターコンチネンタルカップの決勝でキューバ戦で、5回と1/3を投げて1失点と好投し、キューバの連勝記録を151でストップさせた。
2003年、アテネオリンピックアジア予選では中国戦に先発し、7回1失点で勝利投手となった。本戦では2登板で1勝0敗、防御率2.08で銅メダル獲得に貢献。
2006年は第1回ワールド・ベースボール・クラシック(WBC)の日本代表に選出された。2次リーグ初戦のアメリカ戦で勝敗が付かなかったが5回1失点と好投した。準決勝ではこの大会の対戦で2敗していた韓国を相手に7回を無四球無失点の快投で勝利を呼び込んだ。3戦2勝の好投、大会最多の16奪三振を記録し、日本の初制覇に貢献した。
2007年12月の北京オリンピックアジア予選でも1セーブを記録。2008年のシーズンは絶不調であったために批判が多かったが、北京オリンピック野球日本代表監督を務めた星野仙一が直々に交渉してクローザー兼投手主将として起用。北京オリンピックでは2試合に登板し防御率0.00、1セーブを記録した。
北京オリンピック終了後に代表引退を表明したが、2013年の第3回WBCについては要請があれば前向きに検討していたと述べた。2017年の第4回WBCについては「出てみたくなってきているのは確か」とブログに綴っていたが、カブスの意向で出場辞退し、「申し訳ない気持ちでいっぱい」とコメントした。
本人は「対戦相手に恵まれていただけ」と謙遜するが、外国チームとの国際試合では大学時代から数えて通算25戦12勝0敗2セーブ、「国際戦負けなし」という無類の強さを誇る。

## 選手としての特徴
| 球種         | 投球 割合 | 平均球速 mph (kph) | 水平運動 in (cm) | 垂直運動 in (cm) |
| ------------ | --------- | ------------------ | ---------------- | ---------------- |
| フォーシーム | 63 %      | 87 (140)           | -7 (-18)         | 11 (27)          |
| スプリット   | 34 %      | 79 (128)           | -8 (-21)         | 4 (11)           |
| カッター     | 3 %       | 82 (132)           | -0 (-1)          | 5 (14)           |

基本的にフォーシームとフォークボールを軸に投げる。メジャー移籍前の巨人時代はこれにカットボールを混ぜて投げていたが、メジャー移籍後からは前者の2球種以外の割合は低い。最も特筆すべきはその制球力であり、奪三振が多く与四球が少ないピッチャーである。NPB10年間で奪三振率7.99（主にクローザーを務めた2007年は奪三振率9.58）、MLB8年間で奪三振率10.7、2013年においては自己最高12.2を記録する。制球力を示す指標である奪三振を与四球で割るK/BBでは、生涯1000イニング以上投げた投手の中では日本プロ野球歴代最高となる通算6.68（2位は土橋正幸の4.61、3位は田中将大の4.50であり、上原の数値は突出している）で、メジャーリーグでも2014年まで通算100イニング以上投げた投手の中で歴代最高の通算8.96を記録している。日本での10年間の1549イニングで与四球数はわずかに206個。日本での通算与四球率は1.20で、「精密機械」と呼ばれた北別府学の1.90、小山正明の1.80といった、往年の名投手達の記録を大きく上回っている。また、本来はワンバウンドしやすいため暴投が多くなりがちなフォークピッチャーでありながら暴投も非常に少なく、2018年までの20年間で僅か19個（NPBの11年で10個、MLBの9年で9個）しか記録していない。
飛球の割合が多いフライボールピッチャーとして知られ、もともと被本塁打がやや多い傾向があった（日本での通算被本塁打率1.1）。リリーフに転向したメジャー時代での通算被本塁打率は1.12。また内野フライに打ち取った確率23.0パーセントは2013年メジャー1位であった(シーズン途中時点)。
オリオールズ時代のチームメイトで捕手のマット・ウィータースは「構えた場所に寸分の狂いなく投げ込んでくるから、受けるのが楽しい投手だった」と言い、シカゴ・ホワイトソックス投手コーチのドン・クーパーも「フォームに惑わされている打者がいるのは確かだが、それだけで行きつける場所は限られている。上原が何年も活躍できているのは、スプリッターの使い方がうまいことと、コマンド（狙ったスポットに投げる能力）が優れているからだ」と制球力の良さを特徴に挙げた。
ジャイアンツ在籍中に成績が伸び悩んだ2000-2001年ごろに、球種を増やすことについて先輩投手の工藤公康に相談した際に「球種を増やすよりも、今持っている球をもっと正確に磨いた方がいいんじゃない？」と言われたことが転機になったと上原本人が度々語っている。工藤自身も、主な球種はストレート・カーブと少なかったが、同じフォームや腕の振りから、緩急をコントロールしてコーナーに投げ分ける技術を磨くことで勝ち星を重ねており、上原が工藤のブルペンを見学させてもらった際に「何球投げても、球種を変えてコーナーを変えても、常に同じ場所に足がつくため、綺麗な靴のあとがマウンドに残っていて、衝撃を受けた」「僕が知る限り、あんなことができる投手はほとんどいないし、バッターからすると、ピッチャーの投げるフォームから球種やコースを読むことが困難で、かつ緩急をつけてコーナーに自在にコントロールできる。あれはかなり打ちにくいと思った」と語っており、以降、基本的にはストレートとフォークに球種を絞り、その投球術を磨くことに専念した。
上述の制球力に加えて、「迷ったらプレートを外せばいいだけ」と一球ごとの投球間隔が非常に短く速いテンポでどんどんストライクを投げ込んでいくため、巨人時代には2時間程度での完投勝利もしばしばあり、1999年7月4日の横浜ベイスターズ戦では1時間59分での完投勝利を記録した。「打者1人に対して5球。1イニング15球なら次の日もそんなに疲れも残らない」という考えで、1試合あたりの球数も少ない。

### 投球フォーム
テイクバックが小さく腕の振りが速いのが特徴で、ややトルネード投法気味のノーワインドアップのスリークォーターで投げる。この投球フォームは非常にスムーズで一見それほど特徴的には見えないが、投球動作の前半は腕が体の陰に隠れて見えない上に球持ちが非常に短いため、テイクバックからボールを離すまでの時間が短く、メジャーの多くの選手が「球の出どころが見づらい」と語り、速球を実際の球速以上に感じさせる「Deceptive（幻惑的）」な投球フォームと呼ばれている。同僚の外野手ダニエル・ナバは、「見極める時間が無い」、「ど真ん中の速球が、投げられてから半分通過するまで判らない」と述べ、捕手のデビッド・ロスですら「投げた瞬間、ボールがストライクかどうかは高めに外れた時以外は判別できない」と述べている。
投球フォームは、メジャーに来て肉離れで苦しんでいた時に、MLBの硬くて傾斜のきついマウンドに合わせジェイク・ピービーを参考にマウンドからジャンプするような投球フォームに変更することにより、太ももの負担を減らすと同時にボールの方に力を乗せるようにした。
前述のように配球はフォーシームとフォークで半々であるが、絶妙に投げ分けており、二球種を全く同じように投げられることは、上原の優れた長所である。対戦したヤンキースのライル・オーバーベイは「速球だけでなく、スプリッターも両サイドに投げ分ける。速球とスプリッターが同じような軌道を描くから、見極めるのが難しい」と言う。スカウトの意見では「スプリッターが常に鍵」で、配球は制球力が上原の武器だと分析した。

### 球種
速球はフォーシームを2種類の握りで投げ分ける。ツーシームは投げられないと語っている。最速は大学時代に計測した153km/h。巨人の先発時代の平均球速は約140km/h前後。メジャー移籍後は、最速92mph（約148km/h）、平均球速も88-89mph（約142-143km/h）と10セーブ以上挙げているクローザーの中ではメジャーで（2013年で）2番目に遅いが、「いろいろ動かしたりしている」と本人も発言している通り、微妙な変化をつけている他、投球フォームにも速度の変化をつけて打者のタイミングを外している。フォーシームの回転数が多く、最高2,700rpmを計測。2013年の速球の空振り率36.3パーセントはメジャー3位であった。上原の速球は回転が良く浮き上がるようだと評され、同僚の捕手だったウィータースは「コウジの場合何より大きいのは、全く同じ腕の振りから速球とスプリッターが繰り出されること。投球モーションが幻惑的なこともあって、手を離れた瞬間は全く同じ球に見えるんだ」と言い、同じく外野手のニック・マーケイキスも「コウジの球は、手から離れた瞬間にジャンプして向かってくるような印象を受ける。ボールを放す位置が打者の近くで回転も良いから、スピードガンが示すよりも速く見えるんだ。あの幻惑的な投げ方が有利に働いている部分もあるだろう」と語っている。オリオールズ時代の監督のバック・ショーウォルターはその切れ味を「シャープなナイフ」と表現していた。
2017年6月16日のパイレーツ戦では、速球を軸に好投した上原に対し、アメリカの解説者は「メジャーの引っ張る打者にとって、最もフラストレーションの溜まる投手の筆頭が上原でしょう。球速を見れば85-86mph（約137-138km/h）ですが、彼らは速球を空振りしてしまうのです。とても幻惑的な腕の動きです。素早い腕の振り。ボールは間違いなく打者の予想よりも速く手元に届くのです」。さらに「リベロのファストボールよりも15mph（約24km/h）は遅いのですが、打者の反応はほとんど同じに見えます。クレイジーだ」と、この日パイレーツの4番手で登板した左腕のフェリペ・リベロの100mph（約161km/h）の豪速球と、上原の130km/h台の速球は変わらぬ威力で打者を制圧していると強調し、絶賛している。
フォークボールは、落差の大きいもの、小さいもの、シュート回転させて右に落とすもの、スライダー回転させて左に落とすものなど、数種類のフォークを投げ分ける。ただし上原本人は佐々木朗希の完全試合を評価した際に佐々木と自身のフォークとの比較で「私は現役時代、シュート気味に曲がるフォークは投げることができたが、カット気味のフォークを操ることができなかった。もちろん、滑るボールでたまたまボールがカット気味にスライドするケースはあったが、意図して投げることは最後までかなわなかった」と述べておりカット気味のフォークを意図的には投げたことはない。メジャー移籍後を境に上原のフォークはスプリットと呼ばれるようになり、上原自身もスプリットと呼ぶ。オーバーベイは「2シームのように動きながら沈んでくる場合もある。スプリッターに限っていえば、ロジャー・クレメンスに似ていると思う。同じように2シームのような回転をしながら沈んでいくし、低めの制球力も見事だった。“球速の遅いクレメンス”という感じかな。ボールの手からの離れ方、回転なんかはすごく似ていると思う」と語っていたが、実際の上原のスプリットはいわゆるワンシーム回転であるがゆえに左右の投げ分けが可能であり、回転も握りもツーシームのそれではない。レッドソックス投手コーチのフアン・ニエベスも「スプリットもただ落とすだけじゃなく思い通りのコースに投げることができるから、打者も対応しきれないんだ」と語り、同僚の外野手マイク・カープは、「スプリットを制球出来る点で、他の投手と圧倒的に違う」と述べている。2013年のスプリットの空振り率は43.4パーセントで、200投球以上の投手ではメジャー2位だった。時に落ちないで減速のみするスプリットは、PITCHf/xではチェンジアップと判断される場合もあるが、実戦ではチェンジアップを投げることはない。
その他の球種としては、スライダーを少し投げ、極めて稀にカーブを投げることがある。メジャー移籍直後は人差し指と親指だけで投げる「一本指カーブ」をキャンプ前のトレーニングで練習していた。ただこのカーブは制球が未だに定まらず、メジャーで初の与死球となったボールは、2013年シーズンにたった3球投げたカーブのうちの1つである。フォークを覚えたのはプロに入ってからで、アマチュア時代はマッスラとナックルカーブを軸にしていた。しかし、ナックルカーブはプロ入り初先発の試合で阪神（当時）の佐々木誠に痛打され、先輩捕手の村田真一から「いらんやろ?」と指摘されて以来投げていない。また本人曰く、「フォークを覚えたらスライダーの投げ方が分かんなくなっちゃった」ため、プロ入り後数年にわたってスライダーを封印していた。スライダーは依然として得意としておらず、Twitterで後輩のダルビッシュ有に握りの伝授をお願いして断られたことがある。カットボールは巨人時代には投げていたが、「次に投げるストレートや別変化球のキレに影響」が出るということでメジャーでは封印している。

## 人物
座右の銘には「雑草魂」を挙げている。公私共にその言葉を使用しているが、本人は「ジャイアンツに入るまでが雑草なんで、ずっとそう言っているんです。」としており、先輩からは「雑草じゃなく温室メロンだ」と言われていたそうである。
巨人時代の先輩橋本清によると、上原は「究極の負けず嫌い」で「野球が純粋に好きな、野球少年」であるという。その陽気な性格から、ふざけて抱きついたりすることも。酔ってイチローに抱き付いた写真を投稿したり、試合後の抱擁が情感溢れるとアメリカのメディアに茶化されたこともある。
若手時代にはライバルの松坂と共に児童雑誌の見開きページに特集されたが、当時としても児童雑誌で若手野球選手を特集するのは異例であった。
2006年のWBC優勝時のシャンパンファイトでイチローへ口に含んだシャンパンを吹きかけ、イチローから「お前は人間性に問題がある！」と冗談交じりに怒られた。このシーンは生放送で全国中継されていたためブログのコメント欄が批判で炎上してしまったという。イチローとは仲がこじれることはなく2020年現在でも連絡を取り合っており「実際どういう気持ちだったのか、イチローさんに本音を聞きたいですね」と述べている。
元々は先発に対して人一倍強いこだわりがあり、上原自身「先発が一番好きだ」と言う。日本で（先発として）限界説が囁かれる中に渡米し、ボルチモア・オリオールズと契約したのも、先発としての起用を優先するという条件をオリオールズが呑んだからである。巨人や五輪代表で、抑えとして起用されたことに本人は納得していなかった。2009年にリリーフに転向。翌年は再び自らの要望により先発に復帰したものの、MLBでは2年目以降はリリーフに配置転換され、中継ぎの重要性に目覚めてリスペクトするようになり、2013年のWBCで不調の田中将大が中継ぎに“降格された”という記事を見て激怒するに至る。「抑えて当たり前、打たれたときだけ記事になる」という中継ぎの仕事の過酷さを訴え、メディアの扱いが小さいという不満から自らブログで全投球の解説をするという情報発信を行っている。

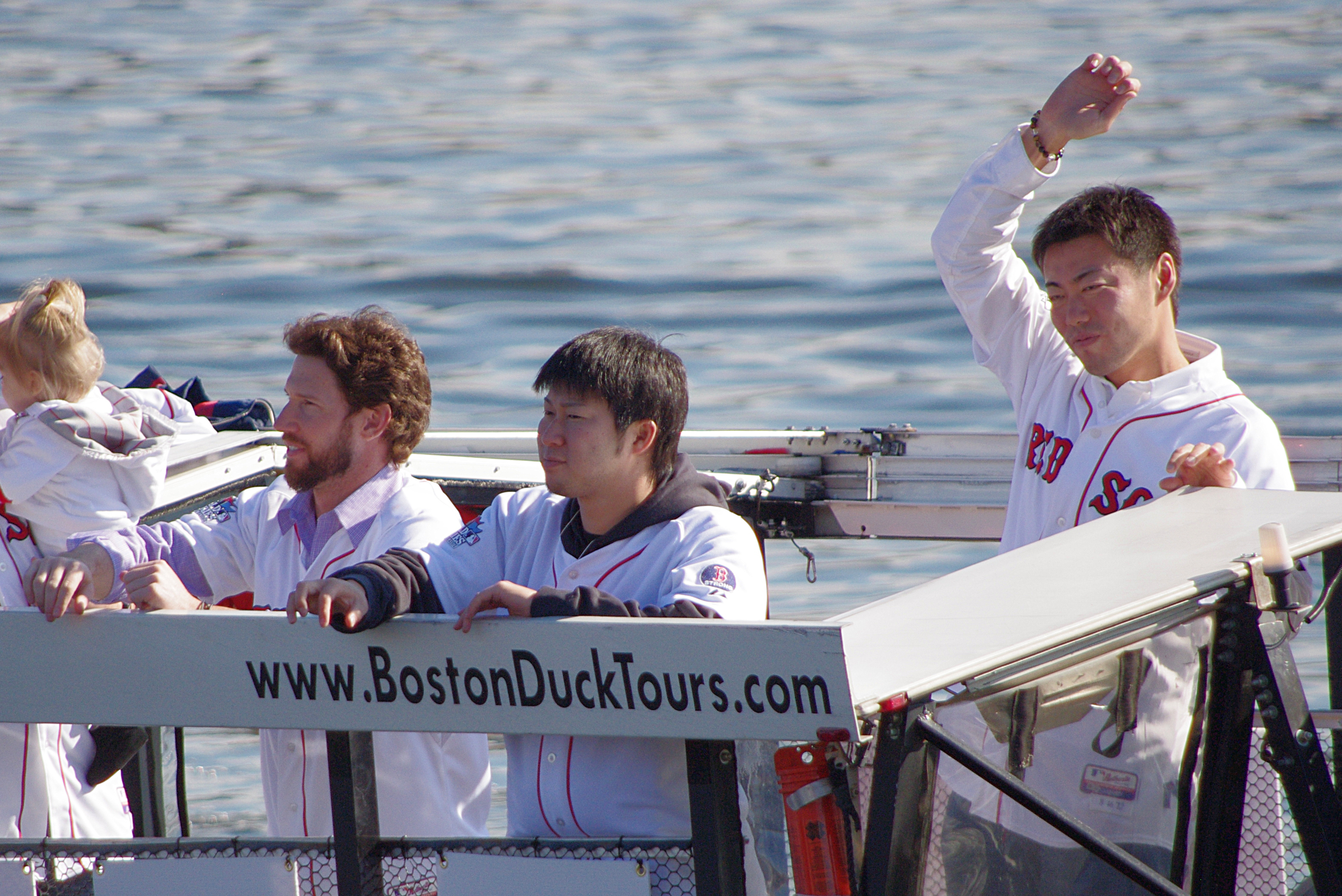
ボストンでの優勝パレードでダックボートに乗って手を振る。右から上原、田澤、ブレスロー。（2013年11月2日）

2010年にルパン三世のように髪を短く刈った。その際にもみあげをのばした理由は相手チームに名前を覚えてもらうためであったというが、しばらくして本人も次第に「自分の方向性がわからなくなって」しまったということから、2013年からは髭ともみあげをさっぱりと剃りあげたが、これは「若く見える」と評判がよく、この年大半の選手が髭を生やしたボストン・レッドソックスでは逆に異彩を放つ目立つ存在となった。レッドソックスのチームメイトは、上原は田澤のように髭が余り伸びないたちだと思いこんでいて、かつて立派な髭をたくわえていたことを記者に知らされて驚いたという。
2013年後半戦の上原の活躍は、メディアから様々な表現で形容された。「strike machine（ストライクを投げる機械）」、「Mr. Automatic（強制終了）」、「unflappable（動じない）」、「untouchable（触れられない）」、「simply unstoppable（全く止められない）」、「the sixth sense（第六感の持ち主）」、「Deceptive（幻惑的）」、「Ninja」、「Unhittable God-Creature（打てない生き物）」、「Yoda with a splitter（スプリッターを投げるヨーダ）」などなど思いつく限りの賞讃が与えられた。
更にボストンでは上原の行動はレッドソックスを盛り上げていると認められ、次の10の特徴を写真付きで地元紙が掲げるほど気に入られた。
1. 彼はハイタッチを愛している。
2. 彼のもみあげは最高。
3. 彼の名前と日本国旗入りのグローブは、悪い奴らに禁止された。
4. 彼は勝利を決めた後、アリ・ゴールドのような抱擁をする。
5. 彼はガッツポーズの宝庫。
6. 彼の投げ終わった姿は、一球一球がドラマのクライマックスシーンのようだ。
7. 彼は人助けに幸せを覚える。これがリリーフピッチャーの本質だ。
8. 彼の顔は感情を正確に表す。
9. 彼の熱意は感染する。
10. 彼は勝利に対して本当にエキサイトする。そして、一日も経てば、彼はチームメイトにふさわしいタイプに思えてくる。

2013年のワールドシリーズMVPのデビッド・オルティーズは成績だけでなく人柄にも触れ、「投手としても、人間としても最高の男」だとして、最大級の賛辞を送った。同学年のオルティーズとは公私ともに仲が良く、家族ぐるみの付き合いである。シーズン中はチームが勝利した後に列になってハイタッチをする時に、相手の股間をどっちが先に触るかという遊びをしていた。ポストシーズンで担がれるといったパフォーマンスをするようになったのは、（精神的に）疲れすぎてその遊びをする余裕がなくなったことから、上原がオルティーズにもたれかかったことが始まりと、NHK-BSの特番でインタビュアーとなった田口壮に打ち明けている。
2011年、東日本大震災で揺れる日本の中において開幕強行に踏み切ったセ・リーグに対して選手会に同調し、「正気の沙汰とは思えない」と批判したことがある。
2016年、第35回ベスト・ファーザー イエローリボン賞・スポーツ部門を受賞。2020年現在、長男はフロリダ州のIMGアカデミーで野球を学んでいる。
巨人時代にチームメイトだった高橋由伸と生年月日が同じである。また1日前は、高橋尚成がいる。澤村拓一とは年齢は13歳違いだが誕生日が同じである。
松井秀喜と非常に仲が良い。
小学生（少年野球）の犠牲バントや申告敬遠について「打席に立てば、やっぱりバットを振って打ちたいはずで、犠打はもう少し上のカテゴリーになってからで良い」とし、申告敬遠も「投手は打たれて学ぶこともある。相手が強打者なら、なおさらだ」とし「『送りバント禁止』『申告敬遠も禁止』というルールで戦ってもいいのではないか」と持論を述べている。
大阪出身ということからか、少年時代は阪神タイガースのファンであった。

### ポスティング移籍問題
入団当初からメジャーへの強い希望を持ち続けており、2004年オフにポスティングシステムによる翌2006年のメジャー移籍を直訴。当時の年俸3億3500万円を8500万円分減額して、FA権を取得するまでかかる4年間分の違約金を払うとまで申し出たが、球団首脳陣は頑としてポスティングシステム行使を容認せず、「わがまま」であると評したために、フロントとの感情的な対立に発展。そのシーズンは契約交渉がまとまらないままキャンプ入りした。ポスティング移籍拒否されたこの年から翌年にかけて、怪我などもあって成績が落ちたため、メディアの論調も厳しかった。結局、メジャー移籍を果たしたのは2009年の海外FA権取得後（5年後）で、現在も『ポスティングの12球団統一ルール』の施行を主張している。一浪しての大卒プロ入り、海外FA取得での移籍だったためMLB移籍時にすでに34歳であった。
菅野智之が2021年にポスティング申請してからの巨人残留となった際には「私自身がかつて巨人にポスティングを訴えたときは認めてもらえなかったが、もしも認めてくれていたなら、どの球団のどんな条件のオファーにも応じる覚悟だった」と批判的に論じた。

### 大谷翔平に対する意見
週刊誌で「アンチ大谷」と言われている記事が出ている。
そもそもそのような扱いになった訳として、2021年3月、自身のツイッターで前田健太等といった、当時メジャーでプレーしていた投手陣の名前を挙げて調子がいいと発言。その際、一般ユーザーから、大谷翔平の名前抜けていると指摘したのに対し、「先発ピッチャーとして結果を出してませんから…打者としては結果を出してますが…」と返答。これを「冷たい」と感じる野球ファンもいたようだと同記事に述べられている。また、大谷が投打5部門（投球回、奪三振、安打、得点、打点）で100を記録する「クインタプル100」を史上初めて達成した事で、見る目がないと思われるようになったとも書かれている。さらに当時、上原氏のツイッターに「大谷頑張れ！」とリプライを送ったというユーザーが「即刻ブロック」されたとも報告していた。この報告は、虚偽かどうかは同記事には書かれていない。
ただ大谷自身、2020シーズンは、シーズンが短縮された事や手術から復帰したのを踏まえても、2018年シーズンよりも防御率(3.31→37.80)、WHIP(1.16→6.60)などが悪化しており、勝ちがなかった。
本人は、自身のYoutubeで、大谷について「彼の評価って難しい」と説明。「ピッチャーだけ見て、バッターだけ見て、って人じゃない」「どっちをどう見たらいいのか俺にも分からへん」「分けて見るんだったら、『バッターとしては打率低いよな』となってくるやん?」「そういうことを言うと、アンチ大谷ってなるわけですよ」と話していた。
優勝争いできる強いチームでモチベーションの高い同僚とともにプレーすることに価値を感じている。2022年当時、大谷翔平が所属するロサンゼルス・エンゼルスが下位に低迷していることについてトレードされたほうがいいとし「だって下のチームおっても、他の選手のモチベーションと違うんやから、そりゃ強いチームに行って同じモチベーションでやったほうが絶対いい。優勝目指すためにやってるわけやろ？ そりゃあやっぱり、優勝を争ってるところに行ってやったほうが本人にとっては楽しいと思うけどね」と持論を述べた。

## 詳細情報

### 年度別投手成績
| 年 度     | 球 団     | 登 板 | 先 発 | 完 投 | 完 封 | 無 四 球 | 勝 利 | 敗 戦 | セ 丨 ブ | ホ 丨 ル ド | 勝 率 | 打 者 | 投 球 回 | 被 安 打 | 被 本 塁 打 | 与 四 球 | 敬 遠 | 与 死 球 | 奪 三 振 | 暴 投 | ボ 丨 ク | 失 点 | 自 責 点 | 防 御 率 | W H I P |
| --------- | --------- | ----- | ----- | ----- | ----- | -------- | ----- | ----- | -------- | ----------- | ----- | ----- | -------- | -------- | ----------- | -------- | ----- | -------- | -------- | ----- | -------- | ----- | -------- | -------- | ------- |
| 1999      | 巨人      | 25    | 25    | 12    | 1     | 4        | 20    | 4     | 0        | --          | .833  | 769   | 197.2    | 153      | 12          | 24       | 3     | 4        | 179      | 3     | 0        | 49    | 46       | 2.09     | 0.90    |
| 2000      | 巨人      | 20    | 20    | 6     | 1     | 2        | 9     | 7     | 0        | --          | .563  | 519   | 131.0    | 112      | 20          | 22       | 1     | 1        | 126      | 1     | 0        | 53    | 52       | 3.57     | 1.02    |
| 2001      | 巨人      | 24    | 22    | 4     | 1     | 1        | 10    | 7     | 0        | --          | .588  | 573   | 138.2    | 133      | 18          | 28       | 3     | 5        | 108      | 2     | 0        | 66    | 62       | 4.02     | 1.16    |
| 2002      | 巨人      | 26    | 26    | 8     | 3     | 4        | 17    | 5     | 0        | --          | .773  | 808   | 204.0    | 173      | 18          | 23       | 3     | 6        | 182      | 2     | 0        | 65    | 59       | 2.60     | 0.96    |
| 2003      | 巨人      | 27    | 27    | 11    | 1     | 3        | 16    | 5     | 0        | --          | .762  | 821   | 207.1    | 190      | 28          | 23       | 3     | 5        | 194      | 0     | 0        | 76    | 73       | 3.17     | 1.03    |
| 2004      | 巨人      | 22    | 22    | 2     | 0     | 0        | 13    | 5     | 0        | --          | .722  | 637   | 163.0    | 135      | 24          | 23       | 0     | 5        | 153      | 1     | 0        | 54    | 47       | 2.60     | 0.97    |
| 2005      | 巨人      | 27    | 27    | 6     | 2     | 4        | 9     | 12    | 0        | 0           | .429  | 747   | 187.1    | 164      | 24          | 22       | 0     | 0        | 145      | 0     | 1        | 73    | 69       | 3.31     | 0.99    |
| 2006      | 巨人      | 24    | 24    | 5     | 0     | 3        | 8     | 9     | 0        | 0           | .471  | 673   | 168.1    | 157      | 24          | 21       | 3     | 1        | 151      | 0     | 1        | 67    | 60       | 3.21     | 1.06    |
| 2007      | 巨人      | 55    | 0     | 0     | 0     | 0        | 4     | 3     | 32       | 4           | .571  | 237   | 62.0     | 47       | 4           | 4        | 1     | 1        | 66       | 1     | 0        | 12    | 12       | 1.74     | 0.82    |
| 2008      | 巨人      | 26    | 12    | 2     | 0     | 0        | 6     | 5     | 1        | 5           | .545  | 370   | 89.2     | 90       | 11          | 16       | 1     | 0        | 72       | 0     | 0        | 43    | 38       | 3.81     | 1.18    |
| 2009      | BAL       | 12    | 12    | 0     | 0     | 0        | 2     | 4     | 0        | 0           | .333  | 279   | 66.2     | 71       | 7           | 12       | 1     | 0        | 48       | 0     | 0        | 33    | 30       | 4.05     | 1.25    |
| 2010      | BAL       | 43    | 0     | 0     | 0     | 0        | 1     | 2     | 13       | 6           | .333  | 174   | 44.0     | 37       | 5           | 5        | 0     | 0        | 55       | 1     | 0        | 15    | 14       | 2.86     | 0.96    |
| 2011      | BAL       | 43    | 0     | 0     | 0     | 0        | 1     | 1     | 0        | 13          | .500  | 174   | 47.0     | 25       | 6           | 8        | 1     | 0        | 62       | 0     | 0        | 9     | 9        | 1.72     | 0.70    |
| 2011      | TEX       | 22    | 0     | 0     | 0     | 0        | 1     | 2     | 0        | 9           | .333  | 69    | 18.0     | 13       | 5           | 1        | 0     | 0        | 23       | 0     | 0        | 8     | 8        | 4.00     | 0.78    |
| '11計     | TEX       | 65    | 0     | 0     | 0     | 0        | 2     | 3     | 0        | 22          | .400  | 243   | 65.0     | 38       | 11          | 9        | 1     | 0        | 85       | 0     | 0        | 17    | 17       | 2.35     | 0.72    |
| 2012      | TEX       | 37    | 0     | 0     | 0     | 0        | 0     | 0     | 1        | 7           | ----  | 130   | 36.0     | 20       | 4           | 3        | 0     | 0        | 43       | 1     | 0        | 7     | 7        | 1.75     | 0.64    |
| 2013      | BOS       | 73    | 0     | 0     | 0     | 0        | 4     | 1     | 21       | 13          | .800  | 265   | 74.1     | 33       | 5           | 9        | 2     | 1        | 101      | 1     | 0        | 10    | 9        | 1.09     | 0.57    |
| 2014      | BOS       | 64    | 0     | 0     | 0     | 0        | 6     | 5     | 26       | 1           | .545  | 249   | 64.1     | 51       | 10          | 8        | 0     | 1        | 80       | 1     | 0        | 18    | 18       | 2.52     | 0.92    |
| 2015      | BOS       | 43    | 0     | 0     | 0     | 0        | 2     | 4     | 25       | 0           | .333  | 160   | 40.1     | 28       | 3           | 9        | 1     | 0        | 47       | 4     | 0        | 14    | 10       | 2.23     | 0.92    |
| 2016      | BOS       | 50    | 0     | 0     | 0     | 0        | 2     | 3     | 7        | 18          | .400  | 184   | 47.0     | 34       | 8           | 11       | 1     | 2        | 63       | 1     | 0        | 18    | 18       | 3.45     | 0.96    |
| 2017      | CHC       | 49    | 0     | 0     | 0     | 0        | 3     | 4     | 2        | 14          | .429  | 178   | 43.0     | 38       | 7           | 12       | 3     | 0        | 50       | 0     | 0        | 21    | 19       | 3.98     | 1.16    |
| 2018      | 巨人      | 36    | 0     | 0     | 0     | 0        | 0     | 5     | 0        | 14          | .000  | 139   | 34.2     | 32       | 5           | 5        | 0     | 2        | 24       | 0     | 0        | 14    | 14       | 3.63     | 1.07    |
| NPB：11年 | NPB：11年 | 312   | 205   | 56    | 9     | 21       | 112   | 67    | 33       | 23          | .626  | 6293  | 1583.2   | 1386     | 188         | 211      | 18    | 30       | 1400     | 10    | 2        | 572   | 532      | 3.02     | 1.01    |
| MLB：9年  | MLB：9年  | 436   | 12    | 0     | 0     | 0        | 22    | 26    | 95       | 81          | .458  | 1862  | 480.2    | 350      | 60          | 78       | 9     | 4        | 572      | 9     | 0        | 153   | 142      | 2.66     | 0.89    |

- 各年度の太字はリーグ最高

### 年度別守備成績
| 年 度 | 球 団 | 投手（P） | 投手（P） | 投手（P） | 投手（P） | 投手（P） | 投手（P） |
| 年 度 | 球 団 | 試 合     | 刺 殺     | 補 殺     | 失 策     | 併 殺     | 守 備 率  |
| ----- | ----- | --------- | --------- | --------- | --------- | --------- | --------- |
| 1999  | 巨人  | 25        | 6         | 28        | 2         | 1         | .944      |
| 2000  | 巨人  | 20        | 9         | 16        | 0         | 0         | 1.000     |
| 2001  | 巨人  | 24        | 3         | 27        | 0         | 2         | 1.000     |
| 2002  | 巨人  | 26        | 10        | 21        | 0         | 0         | 1.000     |
| 2003  | 巨人  | 27        | 3         | 30        | 1         | 2         | .971      |
| 2004  | 巨人  | 22        | 5         | 21        | 0         | 4         | 1.000     |
| 2005  | 巨人  | 27        | 4         | 31        | 2         | 1         | .946      |
| 2006  | 巨人  | 24        | 5         | 22        | 1         | 0         | .964      |
| 2007  | 巨人  | 55        | 2         | 12        | 0         | 0         | 1.000     |
| 2008  | 巨人  | 26        | 3         | 15        | 0         | 0         | 1.000     |
| 2009  | BAL   | 12        | 0         | 5         | 0         | 1         | 1.000     |
| 2010  | BAL   | 43        | 2         | 3         | 0         | 0         | 1.000     |
| 2011  | BAL   | 43        | 1         | 2         | 0         | 0         | 1.000     |
| 2011  | TEX   | 22        | 1         | 2         | 0         | 0         | 1.000     |
| '11計 | TEX   | 65        | 2         | 4         | 0         | 0         | 1.000     |
| 2012  | TEX   | 37        | 4         | 1         | 1         | 0         | .833      |
| 2013  | BOS   | 73        | 2         | 7         | 0         | 0         | 1.000     |
| 2014  | BOS   | 64        | 3         | 7         | 0         | 0         | 1.000     |
| 2015  | BOS   | 43        | 2         | 2         | 0         | 0         | 1.000     |
| 2016  | BOS   | 50        | 1         | 4         | 1         | 0         | .833      |
| 2017  | CHC   | 49        | 0         | 5         | 0         | 0         | 1.000     |
| 2018  | 巨人  | 36        | 0         | 4         | 0         | 0         | 1.000     |
| NPB   | NPB   | 312       | 50        | 227       | 6         | 10        | .979      |
| MLB   | MLB   | 436       | 16        | 38        | 2         | 1         | .964      |

- 各年度の太字はリーグ最高

### MLBポストシーズン投手成績
| 年 度     | 球 団     | シ リ ｜ ズ | 登 板 | 先 発 | 勝 利 | 敗 戦 | セ ｜ ブ | ホ ｜ ル ド | 勝 率 | 打 者 | 投 球 回 | 被 安 打 | 被 本 塁 打 | 与 四 球 | 敬 遠 | 与 死 球 | 奪 三 振 | 暴 投 | ボ ｜ ク | 失 点 | 自 責 点 | 防 御 率 | W H I P |
| --------- | --------- | ----------- | ----- | ----- | ----- | ----- | -------- | ----------- | ----- | ----- | -------- | -------- | ----------- | -------- | ----- | -------- | -------- | ----- | -------- | ----- | -------- | -------- | ------- |
| 2011      | TEX       | ALDS        | 1     | 0     | 0     | 0     | 0        | 0           | .---  | 3     | 0.0      | 2        | 1           | 1        | 0     | 0        | 0        | 0     | 0        | 3     | 3        | ----     | ----    |
| 2011      | TEX       | ALCS        | 2     | 0     | 0     | 0     | 0        | 0           | .---  | 8     | 1.1      | 3        | 2           | 1        | 0     | 0        | 1        | 0     | 0        | 2     | 2        | 13.50    | 3.00    |
| 2012      | TEX       | ALDS        | 1     | 0     | 0     | 0     | 0        | 0           | .---  | 3     | 1.0      | 0        | 0           | 0        | 0     | 0        | 3        | 0     | 0        | 0     | 0        | 0.00     | 0.00    |
| 2013      | BOS       | ALDS        | 3     | 0     | 0     | 1     | 2        | 0           | .000  | 10    | 3.0      | 1        | 1           | 0        | 0     | 0        | 4        | 0     | 0        | 1     | 1        | 3.00     | 0.33    |
| 2013      | BOS       | ALCS        | 5     | 0     | 1     | 0     | 3        | 0           | 1.000 | 21    | 6.0      | 4        | 0           | 0        | 0     | 0        | 9        | 0     | 0        | 0     | 0        | 0.00     | 0.66    |
| 2013      | BOS       | WS          | 5     | 0     | 0     | 0     | 2        | 0           | .---  | 15    | 4.2      | 2        | 0           | 0        | 0     | 0        | 3        | 0     | 0        | 0     | 0        | 0.00     | 0.42    |
| 2016      | BOS       | ALDS        | 2     | 0     | 0     | 0     | 0        | 0           | .---  | 6     | 2.0      | 1        | 0           | 0        | 0     | 0        | 1        | 0     | 0        | 0     | 0        | 0.00     | 0.50    |
| 出場：4回 | 出場：4回 | 出場：4回   | 19    | 0     | 1     | 1     | 7        | 0           | .500  | 66    | 18.0     | 13       | 4           | 2        | 0     | 0        | 21       | 0     | 0        | 6     | 6        | 3.00     | 0.83    |

- 太字シリーズはリーグチャンピオンシップシリーズMVP受賞

### オリンピックでの投手成績
| 年 度 | 代 表 | 登 板 | 先 発 | 勝 利 | 敗 戦 | セ ｜ ブ | 打 者 | 投 球 回 | 被 安 打 | 被 本 塁 打 | 与 四 球 | 敬 遠 | 与 死 球 | 奪 三 振 | 暴 投 | ボ ｜ ク | 失 点 | 自 責 点 | 防 御 率 |
| ----- | ----- | ----- | ----- | ----- | ----- | -------- | ----- | -------- | -------- | ----------- | -------- | ----- | -------- | -------- | ----- | -------- | ----- | -------- | -------- |
| 2004  | 日本  | 2     | 2     | 1     | 0     | 0        | 51    | 13.0     | 12       | 1           | 3        | 0     | 0        | 10       | 0     | 0        | 3     | 3        | 2.08     |
| 2008  | 日本  | 2     | 0     | 0     | 0     | 1        | 6     | 2.0      | 0        | 0           | 0        | 0     | 0        | 1        | 0     | 0        | 0     | 0        | 0.00     |

### WBCでの投手成績
| 年 度 | 代 表 | 登 板 | 先 発 | 勝 利 | 敗 戦 | セ ｜ ブ | 打 者 | 投 球 回 | 被 安 打 | 被 本 塁 打 | 与 四 球 | 敬 遠 | 与 死 球 | 奪 三 振 | 暴 投 | ボ ｜ ク | 失 点 | 自 責 点 | 防 御 率 |
| ----- | ----- | ----- | ----- | ----- | ----- | -------- | ----- | -------- | -------- | ----------- | -------- | ----- | -------- | -------- | ----- | -------- | ----- | -------- | -------- |
| 2006  | 日本  | 3     | 3     | 2     | 0     | 0        | 67    | 17.0     | 17       | 2           | 0        | 0     | 1        | 16       | 2     | 0        | 3     | 3        | 1.59     |

### タイトル
NPB
- 最多勝利：2回（1999年、2002年）
- 最優秀防御率：2回（1999年、2004年）
- 最多奪三振：2回（1999年、2003年） ※4年のブランク受賞は同賞史上最長タイ（他に杉下茂、鈴木啓示）
- 最高勝率：3回（1999年、2002年、2004年） ※セ・リーグタイ記録（他は堀内恒夫、北別府学、斎藤雅樹）。当時連盟表彰なし[注釈 12]

### 表彰
NPB
- 沢村栄治賞：2回（1999年、2002年）
- 新人王（1999年）
- ベストナイン：2回（1999年、2002年）
- ゴールデングラブ賞：2回（1999年、2003年）
- 月間MVP：4回（1999年8月、2002年7月、2003年8月、2004年9月）
- 日本シリーズ優秀選手賞：1回（2002年）
- 最優秀投手：2回（1999年、2002年）
- スピードアップ賞：2回（1999年、2004年）
- 最優秀バッテリー賞：1回（2002年 捕手：阿部慎之助）
- 最優秀バッテリー賞特別賞：1回（1999年）
- オールスターゲーム優秀選手賞：2回（1999年第1戦、2001年第2戦）
- サンヨーオールスター新人賞（オールスターゲーム）（1999年）
- サンヨー賞（オールスターゲーム）：1回（2002年）
- 最優秀JCB・MEP賞：1回（1999年）
- IBMプレイヤー・オブ・ザ・イヤー賞：1回（1999年）
- 日韓プロ野球スーパーゲーム第1戦 優秀選手賞（1999年）
- 東京ドームMVP：2回（1999年、2007年）
- ヤナセ・ジャイアンツMVP賞：2回（1999年、2002年）

MLB
- リーグチャンピオンシップシリーズMVP：1回（2013年）

大学時代
- 第13回IBAFインターコンチネンタルカップ最優秀投手賞：1回（1997年）

その他
- 日本プロスポーツ大賞【日本プロスポーツ協会】
  - 殊勲賞：1回（1999年）
- 報知プロスポーツ大賞【報知新聞社】：1回（1999年）
- 日本新語・流行語大賞【ユーキャン】
  - 大賞：1回（1999年）「雑草魂」
- 毎日スポーツ人賞【毎日新聞社】
  - ファン賞：1回（1999年）
  - 感動賞：1回（1999年）
- アサヒスーパードライ THE BEST PLAYER【日刊スポーツ】：3回（1999年6月、7月、9月）
- アサヒスーパードライ 年間ベストプレーヤー【日刊スポーツ】：1回（1999年）
- 2004GIANTS月間MIP賞：1回（9月度）
- ナンバーMVP賞【文藝春秋】：1回（2013年）
- 速玉賞【新宮商工会議所青年部】（2016年）[197]
- ベスト・ファーザー イエローリボン賞（スポーツ部門）【日本ファーザーズ・デイ委員会】：1回（2016年）

※【】内は主催機関

### 記録
NPB初記録
- 初登板・初先発登板：1999年4月4日、対阪神タイガース3回戦（東京ドーム）、6回2/3を4失点で敗戦投手
- 初奪三振：同上、1回表に坪井智哉から見逃し三振
- 初勝利・初先発勝利：1999年4月13日、対広島東洋カープ1回戦（東京ドーム）、7回3被安打無失点
- 初完投勝利：1999年5月16日、対横浜ベイスターズ7回戦（東京ドーム）、9回2失点
- 初完封勝利：1999年9月14日、対中日ドラゴンズ25回戦（ナゴヤドーム）
- 初セーブ：2007年5月2日、対中日ドラゴンズ5回戦（ナゴヤドーム）、11回裏に5番手で救援登板・完了、1回無失点
- 初ホールド：2007年7月12日、対阪神タイガース12回戦（東京ドーム）、9回表に6番手で救援登板、2回無失点
- 初安打：1999年4月13日、対広島東洋カープ1回戦（東京ドーム）、3回裏にネイサン・ミンチーから投手内野安打
- 初打点：1999年8月10日、対ヤクルトスワローズ18回戦（東京ドーム）、2回裏に山部太から遊撃ゴロの間に記録
- 初本塁打：2003年7月20日、対横浜ベイスターズ20回戦（横浜スタジアム）、3回表に吉見祐治から左越ソロ

NPB節目の記録
- 1000投球回：2004年8月3日、対ヤクルトスワローズ17回戦（明治神宮野球場）、5回裏三死目に岩村明憲を一塁ゴロで達成 ※史上298人目
- 1000奪三振：2005年5月31日、対北海道日本ハムファイターズ4回戦（札幌ドーム）、6回裏に小田智之から空振り三振 ※史上115人目
- 100勝：2006年8月25日、対阪神タイガース14回戦（阪神甲子園球場）、先発登板で6回2/3を2失点 ※史上121人目
- 1500投球回：2008年7月20日、対横浜ベイスターズ14回戦（横浜スタジアム）、8回裏二死目に大西宏明を二直併殺で達成 ※史上161人目

NPBその他の記録
- 投手三冠王：1回（1999年）※史上16人目、20世紀最後、セ・リーグ平成初
- 投手4冠 ：1回（1999年） ※史上10人目、2021年現在セ・リーグ最後の達成者
- 新人投手4冠（1999年） ※史上3人目
- 新人連続勝利 ：15（1999年） ※NPB記録
- 月間セーブ数 ：11（2007年） ※NPBタイ記録
- 100勝到達試合数 ：191 ※ドラフト制以降最速タイ、史上4位タイ
- 20勝30セーブ投手 ※史上2人目
- 投手4タイトル複数獲得者 ※史上2人目
- 入団6年目で80勝 ※史上6人目
- 新人で両リーグ10勝1番乗り ※2リーグ制後史上5人目
- 通算「K/BB」：6.68 ※NPB歴代1位（通算1000投球回数以上）
- 交流戦1試合最多奪三振 ：14（2006年6月18日、対東北楽天ゴールデンイーグルス戦） ※交流戦タイ記録
- 1試合5三振：2000年5月6日、対ヤクルトスワローズ7回戦（東京ドーム） ※史上9人目（セ・リーグ5人目）

オールスターゲーム
- オールスターゲーム出場：8回（1999年、2001年、2002年、2003年、2004年、2005年、2007年、2018年） ※2000年も選出されるも怪我のため出場辞退[198]
- 新人勝利投手（1999年） ※史上7人目
- 新人先発勝利投手（1999年） ※史上3人目
- 最年長登板：43歳3か月（2018年）[104]

日本シリーズ
- 日本シリーズ1イニング最多奪三振 ：3（2002年） ※シリーズタイ記録

MLB初記録
- 初登板・初先発登板・初勝利・初先発勝利：2009年4月8日、対ニューヨーク・ヤンキース2回戦（オリオール・パーク・アット・カムデン・ヤーズ）、5回1失点
- 初奪三振：2009年4月13日、対テキサス・レンジャーズ1回戦（レンジャーズ・ボールパーク・イン・アーリントン）、2回裏にネルソン・クルーズから
- 初ホールド：2010年5月6日、対ミネソタ・ツインズ1回戦（ターゲット・フィールド）、8回裏に3番手で救援登板、1回無失点
- 初セーブ：2010年8月21日、対テキサス・レンジャーズ9回戦（オリオール・パーク・アット・カムデン・ヤーズ）、9回表に3番手で救援登板・完了、1回無失点

MLBその他の記録
- 連続無四球試合数：36（2010年7月19日 - 2011年4月15日） ※歴代3位
- 連続試合無失点：27（2013年7月9日 - 9月13日）
- 連続イニング無失点：30回1/3（同上）
- 連続打者アウト：37（2013年8月17日 - 9月13日） ※MLB史上10位、救援投手史上2位[71]
- 1イニング以上をパーフェクト投球した連続登板数：11試合 ※歴代2位[199]
- シーズンWHIP：0.565（2013年） ※救援投手史上1位（40イニング以上）
- MLBオールスターゲーム選出：1回（2014年）
- ポストシーズン年間セーブ：7（2013年） ※史上1位タイ[200]

NPB/MLB通算節目の記録
- 100セーブ：2015年5月10日（日本時間11日）
- 2000投球回：2017年5月12日、8回裏に4番手として救援登板、1回無失点
- 700試合登板：2017年7月24日、8回裏に4番手として救援登板、1回1失点
- 100ホールド：2018年7月20日

その他のNPB/MLB通算の記録
- 100勝100セーブ：※日本人史上8人目、日米通算では斎藤隆以来2人目、先発100勝100セーブは史上3人目（過去に江夏豊・佐々岡真司が記録。）
- 100セーブ100ホールド：※日本人史上5人目(日米通算での達成は史上初)
- 100勝100セーブ100ホールド：※日本人初、世界では2人目（過去にトム・ゴードンが記録。）、先発100勝100セーブ100ホールドは史上初

### 背番号
- 19（1999年 - 2017年、2019年）
- 11（2018年）

### 登場曲
- 「Sandstorm」ダルード（2013年 - 2019年）

### 代表歴
- 1997 IBAFインターコンチネンタルカップ 日本代表
- 2004年アテネオリンピック野球日本代表
- 2006 ワールド・ベースボール・クラシック日本代表
- 2008年北京オリンピック野球日本代表

## 関連情報

### バラエティ番組
- 上原浩治のスポーツBOMBER!（2003年10月 - 2004年3月、TBSラジオ）
- エキサイト・スタジアム（2006年10月 - 2007年3月、TBSラジオ）
- ザ・ドキュメンタリー「上原浩治・密着400日〜それでもメジャーに行く理由」（2009年2月28日、テレビ東京）
- サンデーモーニング（2022年1月9日 - ）TBSテレビ）
- ソロモン流（2013年11月3日、テレビ東京）
- プロフェッショナル 仕事の流儀（2014年8月4日、NHK総合）[201]
- アスリートの魂（2016年5月7日、NHK BS1）[202]
- サンデースポーツ（2020年10月 - 、NHK総合）
- 探偵!ナイトスクープ（2024年3月15日、朝日放送テレビ）- 顧問として出演。本人曰く「学生時代によく見ていた番組」

### テレビドラマ
- 海と空と蓮と（2021年8月10日 - 8月25日、朝日放送テレビ） - 成田健司 役[203]
- 八月は夜のバッティングセンターで。 第9話（2021年9月8日、テレビ東京） - 本人 役[204]

### CM
- スカパーJSAT「スカパー! プロ野球」（2022年）[205]
- 東京シティ競馬「東京大賞典」「3歳ダート三冠競走」（2023年）[206]

### 書籍

#### 著書
- 『我慢』（2005年、ぴあ、ISBN 978-4835615165）
- 『闘志力。―人間「上原浩治」から何を学ぶのか』（2010年、創英社/三省堂書店、ISBN 978-4881421932）
- 『不変』（2014年1月、小学館、ISBN 978-4093883504）
- 『覚悟の決め方』（2014年5月、PHP研究所、ISBN 978-4569819075）
- 『SPORTS FILE 野球上達日記 大リーガー編』日販アイ・ピー・エス、2015年4月。ISBN 978-4908316005。※川﨑宗則との共著
- 『OVER　結果と向き合う勇気』（2019年、ワニブックス）
- 『不屈の心』（2019年、ポプラ社）

#### 関連書籍
- 『雑草魂の育て方』ゴマブックス、1999年10月。ISBN 978-4907710439。※両親による著書
- 『巨人軍5000勝の記憶』 読売新聞社、ベースボールマガジン社、2007年。ISBN 9784583100296。 p.78～79 #関連書籍、遠投主体の独自の調整法など
- 柏英樹『プロ野球選手になるには』ぺりかん社、2009年
- 高畑好秀『メンタル強化55の基本』エイ出版社、2015年8月。ISBN 978-4777937431。※インタビューを受けた4人のうちの1人